# Sainte-Cécile-les-Vignes
Sainte-Cécile-les-Vignes är en kommun i departementet Vaucluse i regionen Provence-Alpes-Côte d'Azur i sydöstra Frankrike. Kommunen ligger i kantonen Bollène som tillhör arrondissementet Avignon. År 2022 hade Sainte-Cécile-les-Vignes 2 639 invånare.

## Befolkningsutveckling
Antalet invånare i kommunen Sainte-Cécile-les-Vignes
| Referens: INSEE |